# EEVA (Textsammlung)
EEVA (Eesti vanema kirjanduse digitaalne tekstikogu, deutsch: Digitale Textsammlung älterer Literatur Estlands) ist ein gemeinsames Forschungsprojekt der Universitätsbibliothek Tartu (Dorpat), des Universitätsinstituts für Literatur und Volkskunde und des Estnischen Literaturmuseums.
Die im Herbst 2002 gestartete Kooperation der 3 Institutionen hat zum Ziel, einen Zugang zu alten und seltenen Texten der estnischen Literaturgeschichte zu bieten, ohne die Originaltexte dem Verschleiß durch die wissenschaftliche Bearbeitung auszusetzen.
Das Projekt EEVA wird organisatorisch von der Universität getragen, aber finanziell wesentlich vom Regierungsprogramm „Literaturklassik“ des Kultusministeriums der Republik Estland unterstützt.
Die wissenschaftliche Arbeit umfasst neben der Digitalisierung der 3.000 wichtigsten Werke -- derzeitiger Stand etwa 1.100 Texte von 321 Autoren -- auch Dokumentationen zu den einzelnen Dichtern und Übersetzern. Sie gliedert die Bestände in 3 zeitliche Abschnitte:
- 13. bis 16. Jahrhundert („Ordenszeit“)
- 17. Jahrhundert („Schwedische Zeit“, in der nur wenig Literatur entstand)
- und 18. bis 19. Jahrhundert („Russische Zeit“), die trotz des Drucks der Russifizierung ein reiches Schaffen hervorbrachte.

Gegenstand des Projekts ist neben den Werken in estnischer Sprache auch die Literatur der Deutsch-Balten. Die im Vormärz erschienene Literaturzeitschrift Der Refraktor stellt für diese eine wichtige Quelle dar.